# Wladimir Rassate
Wladimir Rassate, Laudomur oder Waldemar (bulgarisch Владимир Расате; * um 850; † nach 893) war der zweite christliche Herrscher Bulgariens. Wladimir war der älteste Sohn von Boris I. Michael und nahm dessen Thron und Titel Knjaz an, nachdem dieser sich in ein Kloster zurückgezogen hatte.
Seine kurze Herrschaft wird durch eine Annäherung des bulgarischen Reiches mit dem Ostfränkischen Reich unter Arnulf von Kärnten in Verbindung gebracht. Beide Monarchen bildeten 892 eine militärische Allianz, die gegen das Mährerreich gerichtet war. Diese war nicht nur gegen byzantinische Interessen gerichtet, sondern stellte auch eine Neuorientierung der bulgarischen Außenpolitik dar, die von einer pro-byzantinischen unter Boris I. Michael in eine pro-fränkische und pro-römisch-katholische überging. Weiter ist Wladimir durch einen weiteren Versuch, das Heidentum in Bulgarien wieder einzuführen, bekannt. Dieser Versuch kostete ihn schließlich den Thron. 893 berief sein Vater Boris I. Michael den Großen Rat der Boljaren, der ihn durch den drittältesten Sohn Michaels Simeon I., später den Großen genannt, auf dem Thron ersetzte. Der genaue Todesort sowie -ursache und -zeitpunkt sind unbekannt.